# Угода народу
Угода народу або Народна угода - це було серією маніфестів, опублікованих між 1647 та 1649 роками, які сповіщали про конституційні зміни в тогочасній Англії. Було опубліковано кілька версій Угоди, кожна з яких була адаптована для вирішення не тільки загальних проблем, але й конкретних проблем у динамічному та мінливому революційному політичному середовищі тих років. «Народні угоди» найчастіше асоціювалися як маніфести левелерів, але їх також публікували агітатори та Генеральна рада Армії нового зразка .

## Версії
Основні опубліковані версії Угоди включають:
- «Угода народу про міцний і сучасний мир на основі загального права і свободи ...», представлена Армійській раді в жовтні 1647 р[1].
- «Угода народу Англії та об’єднаних з нею територій  для надійного та поточного миру на підставі загального права, свободи та безпеки», представлена парламенту Рампа в січні 1649 р.[2]
- «УГОДА ВІЛЬНОГО НАРОДУ Англії. Пропонується як мирна пропозиція цій бідній нації», розширена версія від лідерів левелерів, «підполковник Джон Лілберн, майстер Вільям Волвін, майстер Томас Прінс і майстер Річард Овертон, в’язні в лондонському Тауері, 1 травня 1649 р.»[3].

## Розвиток
Після закін Першої громадянської війни в Англії Угода стала предметом дебатів у Путні в 1647 році. Основними положеннями першої версії Угоди були: свобода віросповідання, часте скликання нових парламентів і рівність перед законом . Ці положення також з'явилися в пізніших версіях маніфесту. Оскільки ці основні пропозиції були піддані сумніву, поступово були додані інші положення; наприклад, римо-католики були звільнені від права на свободу віросповідання, а електорат мав складатися з «усіх чоловіків у віці від одного і двадцяти років і старше (не будучи слугами, не одержуючи милостиню, не служили в покійному Королівському королівстві чи добровільних внесках)».
Левеллери сподівалися заснувати нову конституцію Англії на основі угоди народу. Але врешті-решт армія нової моделі заснувала свої вимоги на альтернативному менш революційному документі, Головах пропозицій, який був запропонований і підтриманий грандами (старшими офіцерами) армії.
Вважається, що пізніше Угода "значно вплинула на розробку Конституції США". 

## Спадщина
Американський лібертаріанець Девід Боаз назвав Угоду «першою добре розробленою заявою про лібертаріанство», відзначивши підтримку «самоволодіння, приватної власності, правової рівності, віротерпимості та обмеженого представницького уряду». 
1. ↑  An Agreement of the People for a firm and present peace upon grounds of common right October 1647
2. ↑  An Agreement of the People of England, and the places therewith incorporated, for a secure and present peace, upon grounds of common right, freedom and safety January 1649
3. ↑  AN AGREEMENT OF THE Free People of England. Tendered as a Peace-Offering to this distressed Nation an extended version from the imprisonment of the Leveller leaders, May 1649
4. ↑  Prelude to Liberty. Archived June 4, 2012, at the Wayback Machine "Civics Library of the Missouri Bar".
5. ↑  Prelude to Liberty. [Архівовано June 4, 2012, у Wayback Machine.] "Civics Library of the Missouri Bar".
6. ↑   {{cite encyclopedia}}: Порожнє посилання на джерело (довідка)Обслуговування CS1: Сторінки з параметром url-status, але без параметра archive-url (посилання)